# Crâstor
Crâstor (în maghiară Sarkadkeresztúr) este un sat în districtul Sarkad, județul Békés, Ungaria, având o populație de 1.669 de locuitori (2011).

## Demografie
Componența etnică a satului Crâstor
     Maghiari (92,96%)
     Români (4,43%)
     Romi (1,41%)
     Alții (1,21%)
Componența confesională a satului Crâstor
     Reformați (37,39%)
     Fără religie (25,7%)
     Romano-catolici (6,47%)
     Ortodocși (4,07%)
     Necunoscută (25,7%)
     Atei (0,66%)
     Alte religii (1,5%)
Conform recensământului din 2011, satul Crâstor avea 1.669 de locuitori. Din punct de vedere etnic, majoritatea locuitorilor (92,96%) erau maghiari, existând și minorități de români (4,43%) și romi (1,41%). Nu există o religie majoritară, locuitorii fiind reformați (37,39%), persoane fără religie (25,7%), romano-catolici (6,47%) și ortodocși (4,07%). Pentru 25,7% din locuitori nu este cunoscută apartenența confesională.

În anul 1881 la Crâstor locuiau 1394 de persoane, dintre care 894 maghiari, 392 români, 20 germani și 88 din alte etnii. Din punct de vedere religios, 
763 erau reformați, 418 ortodocși, 68 romano-catolici, 66 luterani, 35 mozaici.